# Fanny Vanzi Mussini
Fanny Vanzi Mussini (Firenze, 16 novembre 1852 – San Francisco, 21 aprile 1914) è stata una scrittrice e traduttrice italiana.

## Biografia
Figlia del pittore Cesare Mussini e della prussiana Elisa von Blesson, discendeva da un'importante famiglia di musicisti. Collaborò con importanti riviste quali Nuova Antologia, La Nazione, Il Giornale d'Italia e Natura e Arte, nelle quali pubblicò racconti, novelle e versi. Per la Rivista delle Signorine pubblicò Infinito (1891), Manuale dell'Arte (1891) e L'esposizione (1894). Del 1892 è il romanzo breve A Mezzocolle, un racconto che insegna alle giovani donne ad essere felici anche senza un marito, mentre in Vecchie ragazze (1902) analizza la sofferenza dell'animo femminile attraverso le storie delle protagoniste.
Si trasferì a San Francisco, ove con suo marito Leonetto Vanzi diresse La Domenica Italiana, rivista dedicata alla comunità italiana della città alla quale lavorò anche suo figlio Max come cartonista. Suo figlio Pio Vanzi fu invece redattore della Tribuna.
Morì nel 1914. In sua memoria fu pubblicato un volumetto postumo con i suoi versi intitolato Emigranti ed altre poesie.

## Opere

### Romanzi
- A Mezzocolle, Firenze, Le Monnier, 1892.
- Zingaresca, Milano, Dumolard, 1894.
- La storia di Giulietta, Le Monnier, 1894.
- Illusioni estreme, Torino, Speirani Edizioni, 1899.
- Vecchie ragazze, 1902.

### Traduzioni
- F.lli Grimm, Cinquanta novelle per bambini e per la famiglia, Hoepli, 1896.[10]

### Poesie
- In alto
- Venite ai campi
- Malaugurio
- Non scherzar
- Bada